# پیتر بلینگزلی
پیتر بلینگزلی (به انگلیسی: Peter Billingsley) (زاده ۱۶ آوریل ۱۹۷۱) بازیگر و کارگردان آمریکایی است.
از کارهای معروف او می‌توان به بازی در فیلم یک مورد از شما اشاره کرد.